# Östra centrums metrostation
Östra centrum (finska: Itäkeskus) är en station inom Helsingfors metro i delområdet Östra centrum i stadsdelen Botby.
Från stationen avgår det tåg till Gräsviken, Mellungsbacka och Nordsjö, det är alltså en av de livligare stationerna. När ett tåg ankommer meddelas destinationen via utrop i högtalarna.
Stationen öppnades den 1 juni 1982. Arkitektbyrån Juhani Katainen projekterade stationen. Den ligger 2,064 kilometer från Igelkottsvägen, 1,922 kilometer från Kvarnbäcken och 1,042 kilometer från Botby gård.
En terminal för kollektivtrafik skall byggas vid Östra centrums metrostation och den nuvarande busstationen. Terminalen, som beräknas vara färdig år 2027, kommer också att vara ändstation för  snabbspårvägen Spårjokern.

## Galleri

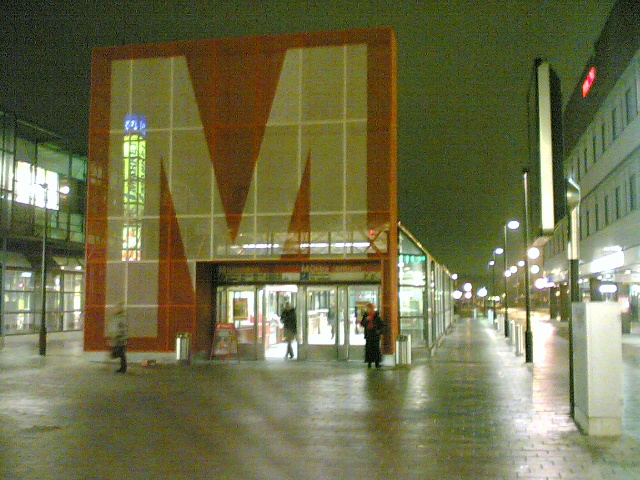
Ingång